# 克林頓福爾斯 (明尼蘇達州)
克林頓福爾斯（英語：Clinton Falls）是位於美國明尼蘇達州斯蒂爾縣克林頓福爾斯鎮區的一個非建制地區。

## 歷史
克林頓福爾斯於1855年設立。克林頓福爾斯的郵局於1857年成立，其後於1933年停運。

## 地理
克林頓福爾斯所處的海拔為高於海平面345米（即1132英呎），而該地所採用的時區為UTC-6，即北美中部時區（CST）。同時該地設有夏令時間，為UTC-6調快一小時，即UTC-5（CDT）。